# Tomo Podgornik
Tomo Podgornik, slovenski slikar, * 1949, Ljubljana.
Leta 1974 je diplomiral na Akademiji za likovno umetnost v Ljubljani in leta 1978 prav tam zaključil še slikarsko specialko. Leta 1974 je prejel študentsko Prešernovo nagrado. Od leta 1982 je član društva TDS Equrna.

## Razstave
- Moderna galerija, Reka/Rijeka, 8. Bienale mladih Rijeka, 27. 6. 1975
- Moderna galerija, Ljubljana, Tomo Podgornik, Andraž Šalamun, Tugo Šušnik, 29. 6. 1976- 11. 7. 1976
- Moderna galerija, Ljubljana, Razstava DSLU 1976, 18.11. - 5. 12. 1976
- Galerija suvremene umjetnosti, Zagreb, Novije slovensko slikarstvo, 20.4 -7. 5. 1978
- Moderna galerija, Ljubljana, Stalna zbirka, od januarja 1981 dalje
- Moderna galerija, Ljubljana, Podoba in snov, 14.2.- 31. 3. 1991

Prenos razstave: Mestna galerija, Piran, 5.4. - 12. 5. 1991
Umetnostna galerija, Maribor, 30.5. - 20.6. 1991
- Bežigrajska galerija, Ljubljana, Tomo Podgornik, 11.2.- 28.2. 1993

Prenos razstave: Galerija Loža, Koper, 12.3.- 16.4. 1993
- Moderna galerija, Ljubljan, študentska razstava grafik 1972-1977, 1. 12. 1993 - 10. 12. 1993
- Galerija Loža, galerija Meduza, Pretorska palača, Koper/ Mestna galerija, Piran, Art in Slovenia 1976 - 1999, 6.6. -4.8.1999
- Moderna galerija, Ljubljan, Do roba in naprej, Slovenska umetnost 1975 - 1985, 21. 2.- 18.5. 2003
- Galerija Loža, Koper, Abstraktno slikarstvo od Mušiča do Rimeleja, 19. 12. 2003 - 1. 3. 2004
- Mestna galerija, Piran, Politike slikarstva: od OHO-ja do skupine IRWIN, 17.5. - 20.7.2004

Prenos razstave: Cankarjev dom-galerija, Ljubljana, 1.2.- 13.3.2005
Firminy, Chateaux des Bruenaux, Francija, 8.4.- 4.5. 2005
- Galerija Loža, Koper, Rojstvo Modernizma- prelomnica v slikarstvu 1976-1980: Tomo Podgornik in Emerik Bernard, 2006